# Xinnong (köping i Kina, Heilongjiang)
Xinnong (kinesiska: 新农, 新农镇) är en köping i Kina. Den ligger i provinsen Heilongjiang, i den nordöstra delen av landet, omkring 25 kilometer sydväst om provinshuvudstaden Harbin. Antalet invånare är 30 244. Befolkningen består av 14 104 kvinnor och 16 140 män. Barn under 15 år utgör 9,0 %, vuxna 15-64 år 83 %, och äldre över 65 år 6,0 %.
Genomsnittlig årsnederbörd är 675 millimeter. Den regnigaste månaden är juli, med i genomsnitt 167 mm nederbörd, och den torraste är januari, med 5 mm nederbörd.